# Тень Вальгары
«Тень Вальгары» (англ.  The Shadow of the vulture) — короткий исторический рассказ американского писателя Роберта Говарда, повествующий о событиях осады Вены османскими войсками во главе с Сулейманом Великолепным.

## Оценка критиками
Дон Д’Аммасса (англ. Don D’Ammassa) отмечает, что Говард, находившийся в то время под влиянием Гарольда Ламба, интересовался экзотическими местностями и ситуациями, но из-за требований книжного рынка написал сравнительно мало исторической прозы и, после создания «Тени Вальгары» и нескольких других рассказов в 1930-е годы, был вынужден переключиться на фантастику, которую было легче продать. Эти рассказы концентрируются на границе между Европой и Азией, столкновении христианства, язычества и ислама, хотя сам Говард находит источник конфликтов не в культурных и философских различиях, а в более примитивных мотивах.

## Сюжет
Накануне осады Вены в 1529 году, турецкий султан Сулейман Великолепный освобождает заточённых в тюрьме представителей делегации послов из Австрии. Помучив делегатов тяготами и лишениями турецкой неволи, султан даёт им ответ, фактически объявив войну Австрии. Уже собираясь распустить аудиенцию, Сулейман примечает среди послов человека, которого он ранее встречал. После непродолжительной беседы султан отпускает делегацию и, в разговоре с визирём, сообщает, что вспомнил, кто был тот человек — Готтфрид фон Кальмбах, также известный как Гомбак, германский рыцарь, чуть не убивший его в битве при Мохаче. Возжелав мести Сулейман, возлагает на Ибрагима-Пашу ответственность ликвидировать «нечестивца», некогда посягнувшего на жизнь великого султана.
Сюжет повести разворачивается в Стамбуле, по дороге от Стамбула до Вены, и в самой Вене в 1529 году.

## Исторические лица в повести
- Сулейман Великолепный — один из антагонистов, в битве при Мохаче получил сильнейшее ранение от меча германского рыцаря фон Кальмбаха, являющегося главным героем рассказа. Узнаёт своего врага и решает отомстить ему, послав вслед своего генерала Михал-оглы, отличавшегося своей жестокостью.
- Ибрагим-Паша — главный визирь султана.
- Роксолана — жена Сулеймана, в рассказе не является действующим лицом, лишь упоминается. Главная героиня, казачка Соня из Рогатина[2], является родной сестрой Роксоланы.
- Миклош Зриньи (Николай Зринский)[3].
- Никлас, граф Зальм[англ.]

## Вымышленные персонажи в повести
- Готтфрид фон Кальмбах — главный герой рассказа, авантюрист, выпивоха и сорвиголова. Ветеран битвы при Мохаче, нанёсший турецкому султану страшную рану, от которой тот чуть не скончался. Во второй раз Сулейман встречает фон Кальмбаха в Стамбуле, когда германец был у него пленником. Разговорившись с ним, Сулейман говорит, что где-то его уже видел, но никак не может вспомнить. Окончательно припомнил султан германца, только когда отпустил его, но Ибрагим-Паша распорядился послать Михал-оглы. Далее Готтфрид прибывает в Вену, которая находится на грани столкновения с Османской империей. Автор частично возлагает ответственность за осаду города именно на героя. В Вене Готтфрид активно участвует в обороне города, обороняя стены города, разбираясь со шпионами и сделав, на пьяную голову, отчаянную вылазку в стан врага.
- Соня из Рогатина — казачка, сестра хасеки Роксоланы. Авантюристка, прибывшая оборонять Вену по личным причинам, а именно отомстить сестре и туркам. Так же, как Готтфрид, с которым она вскоре сдружилась, любит выпить, однако в отличие от него не пьянеет. Спасла фон Кальмбаха от рук шпионов Сулеймана, Шорука и Рупена. Угрожая убить Рупена, приказала Шоруку дезинформировать султана. Затея удалась, и Сулейман послал Михал-оглы прямо в руки защитников города на погибель.
- Михал-оглы — начальник акынджи[4], элитного подразделения турецких войск, главный злодей рассказа. Является зловещей фигурой, которого боятся и свои и чужие. Носит на спине крылья грифа, отчего и происходит название рассказа: «Тень стервятника». Посланный Ибрагимом-пашой за фон Кальмбахом, Михал-оглы попутно разоряет христианские селения и города.
- Шорук — диверсант, служащий вместе с сыном Рупеном на Сулеймана, по национальности армянин. Сулейман, видя, что лобовая атака на стены Вены проваливается раз за разом, надеется на «невидимую силу» в лице своих диверсантов Шорука и Рупена, которые ответственны за подрывную деятельность в стенах Вены — в частности, за взрыв одной из крепостных башен. Также Шорук взял в плен Готтфрида, готовясь передать в руки ищущего мести султана, однако это предотвратила вовремя явившаяся Соня. Под страхом потерять сына, Шорук соглашается на условия героев привести к ним Михал-оглы.

## Интересные факты
В конце рассказа Сулейман получает письмо от Сони и Готтфрида. В письме казачка и рыцарь в издевательской форме осмеивают великого султана, прилагая в подарок голову его генерала Михала-оглы, некогда являющегося человеком, нагоняющим страх на всю Европу. Вполне возможно, Роберт Говард, являясь хорошим знатоком истории, делает аллюзию на известное предание о письме запорожцев турецкому султану.
На основе сюжета повести Marvel Comics выпустила комикс о Конане, в котором действие перенесено в Хайборийскую эру. Без изменений остались только персонажи Рыжая Соня и Михал-оглы. Сам Конан заменил в комиксе Готтфрида фон Кальмбаха.
Казачка Соня стала прототипом для персонажа Рыжая Соня. Первоначально (в 1973 году) она была задействована Роем Томасом в качестве гирканки во времена Хайборийской эры. Далее с 1981 по 1983 год вышли книги Дэвида Смита и Ричарда Л. Тирни. А в 1985 году вышел фильм по мотивам комиксов Томаса, в качестве первоосновы в фильме была заметка о том, что персонажи (Соня и Калидор) основаны на персонажах Роберта Говарда. Дабы избежать столкновений по поводу защиты авторских прав Томас изменил имя героини с Sonya на Sonja (то есть заменив в имени одну букву). В 2007 году разразилась судебная тяжба, в которой компания Paradox, которая владеет правами на литературное наследие Говарда, возмутилась использованием персонажа из рассказа «Тень Вальгары» в комиксах и иной литературе. Однако вскоре Paradox признал права на использование торговой марки, но с написанием имени через J.

## Издания
На английском языке:
- The Magic Carpet Magazine, 1934 г.;
- «Conan the Barbarian № 23», Marvel, 1973 г.;
- «The Sowers of the Thunder», Grant, 1973 г.;
- «The Sowers of the Thunder», Zebra, 1975 г.;
- «The Sowers of the Thunder», Grant, 1976 г.;
- «The Sowers of the Thunder», Zebra,1976 г.;
- «The Sowers of the Thunder», Sphere, 1977 г.;
- «The Sowers of the Thunder», Zebra,1977 г.;
- «The Sowers of the Thunder», Ace,1979 г.;
- «Echoes of Valor III», Tor,1991 г.;
- «Gates of Empire and other tales of the Crusades», Wildside Press,2004 г.;
- сборник «The Best of Robert E. Howard», 2007 г.;
- сборник «Sword Woman And Other Historical Adventures», 2011 г.;
- антология «Echoes of Valor III», 1991 г.;
- «Lord of Samarcand and other adventure tales of the old orient», Bison Books, 2005 г.
- "Gates of Empire and other tales of the Crusades Wildside Press, 2006 г.;
- «The exotic writings of Robert E. Howard», Girasol Collectables, 2006 г.;
- «The best of Robert E. Howard Volume 2: Grim Lands», Del Rey, 2007 г.;
- «Pulp replica: The magic carpet magazine V4N1», Girasol Collectables, 2007 г.;
- «The complete magic carpet magazine», Girasol Collectables, 2008 г.;
- «Pulp facsimile: The magic carpet magazine V4N1», Wildside Press, 2008 г.;

На русском языке:
- Роберт Говард, Том 6. Повелитель Самарканда, Серия: с/с Роберта Говарда, М.: Терра — Книжный клуб, СПб.: Северо-Запад, 2004 г.;
- Тень ястреба, Серия: с/с Роберта Говарда, СПб.: Северо-Запад, 1998 г.